# Pont Chitose
Le pont Chitose (千歳橋, Chitose Bashi) enjambe le port intérieur de l'arrondissement Taisho à Osaka, au Japon.

## Description
Le pont Chitose est un pont en arc asymétrique constitué de deux travées. Le tablier de la travée principale est suspendu. On dit parfois qu'il ressemble à un dinosaure.

## Histoire
Le pont a été ouvert à la circulation en 2003.